# ایوار خولین
ایوار خولین (سوئدی: Ivar Sjölin؛ ۲۸ سپتامبر ۱۹۱۸ – ۱۰ سپتامبر ۱۹۹۲) کشتی‌گیر اهل سوئد بود.
وی در مسابقات کشوری و بین‌المللی در مجموع برندهٔ ۱ مدال نقره شده‌است.